# Ukraine ottomane

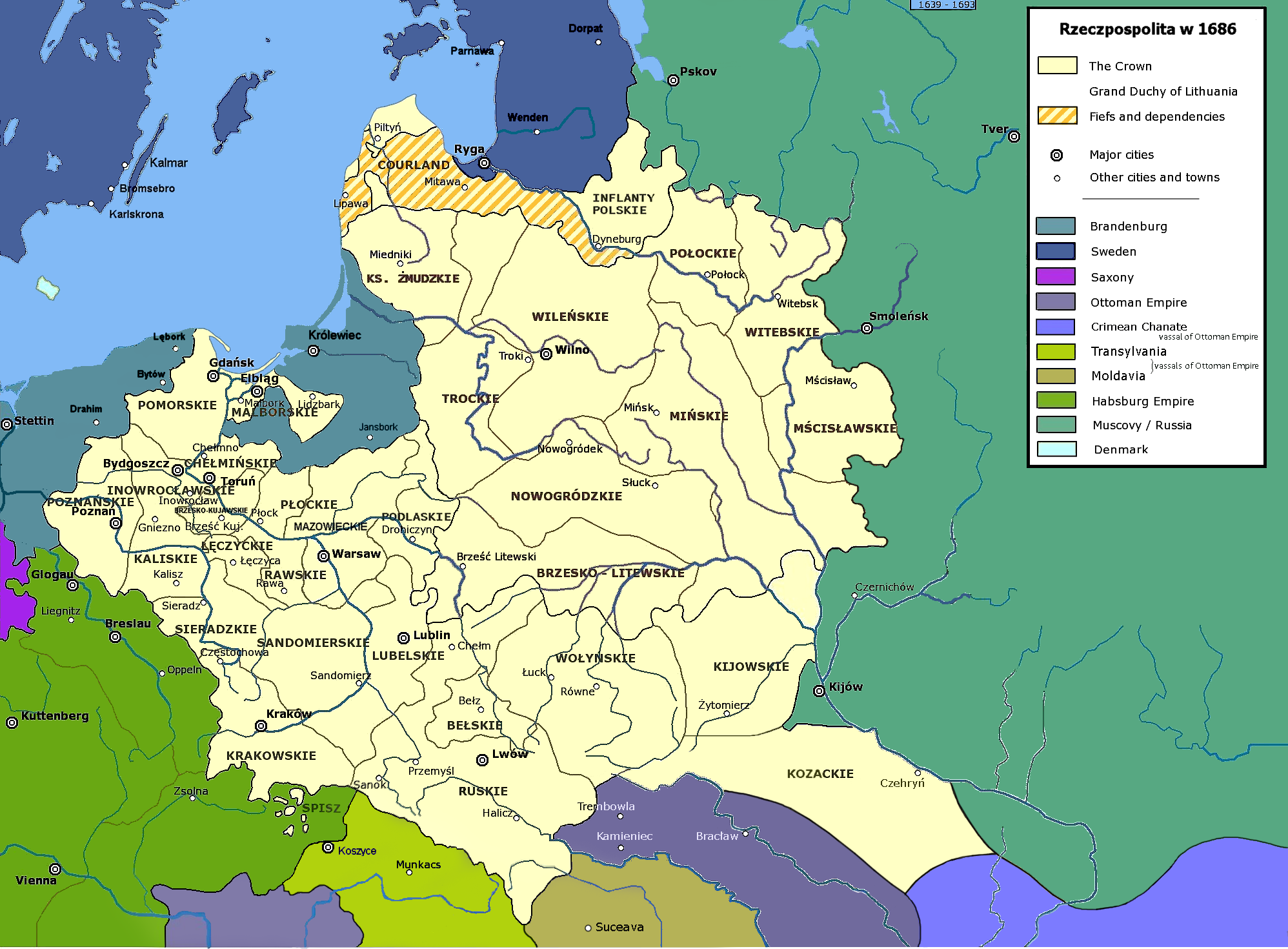
Carte de la république des Deux Nations en 1686, durant la guerre de la Sainte Ligue. Au Sud-Est (violet) se trouvent les possessions de l'Empire ottoman en Ukraine (Ukraine ottomane) ; qui comprenaient des villes comme Bratslav, Kamianets-Podilskyi et Terebovlia, et une frontière fluviale avec la Moscovie le long du Dniepr.

L'Ukraine ottomane (en ukrainien : Османська Україна), l'Ukraine du Khan (en ukrainien : Ханська Україна, en roumain : Ucraina Hanului), ou la Hanshchyna (ukrainien : Ганьщина, le « pays du Khan ») sont des termes historiques désignant les territoires ruthènes de l'Ukraine de la rive droite (ainsi que les régions du sud de la voïvodie de Kiev), ainsi que le Yedisan, qui étaient sous contrôle ottoman. Les premières mentions écrites de ces noms remontent à 1737, lorsque l'agent secret russe Lupul exhortait à attaquer l'Ukraine ottomane.

## Histoire
Le khanat de Crimée occupe la partie méridionale du territoire, celle bordant la mer Noire, depuis les années 1520 ; il s'en servait comme d'une base arrière pour ses razzias esclavagistes. L'Ukraine ottomane en tant que telle est apparue à la suite de la trêve d'Androussovo de 1667, qui avait divisé l'Hetmanat cosaque entre la Pologne-Lituanie et la Russie sans tenir compte des populations locales. En 1669, les autorités ottomanes placent sous leur protectorat l'État cosaque à l'Ouest du Dniepr ; ils en font un sandjak dirigé par le hetman cosaque Petro Dorochenko. Cet état de fait fut confirmé par le traité de Boutchatch en 1672.
Le territoire était bordé à l'Ouest par le pachalik de Podolie et au Sud par le pachalik de Silistra. Avec l'aide de Petro Dorochenko, les Ottomans ont pu occuper la Podolie et établir ledit pachalik en 1672. En 1676, le nouveau roi de Pologne, Jean III Sobieski, réussit à récupérer une partie des territoires perdus de l'Ukraine et cessa de payer tribut aux Ottomans après la signature du traité de Jouravno. En 1676 toujours, le hetman Ivan Samoïlovytch et le boyard Grigory Romodanovsky menèrent avec succès une campagne contre Dorochenko, le forçant à se rendre et occupant la capitale cosaque, Tchérine. Entre 1677 et 1678, une puissante armée sous la direction d'Ibrahim Pacha leur disputa le contrôle de Tchérine (voir guerre russo-turque (1676-1681)). Finalement, l'armée du grand vizir Kara Mustafa Pacha réussit à prendre le contrôle de la ville en 1678. La ville de Nemyriv devint la résidence du hetman d'Ukraine ottomane jusqu'en 1699. 
Après le traité de 1681 de Bakhchisarai, l'Ukraine ottomane passa sous le gouvernement de la Moldavie du Hospodar Gheorghe II Duca.
En 1685, le roi polonais Jean III Sobieski rétablit certaines libertés cosaques dans l'Ukraine de la rive droite, et signe le traité de paix éternelle de 1686, la Russie acceptant en contrepartie de la cession de territoires polonais de rejoindre une alliance anti-turque.

## Beys du sandjak d'Ukraine

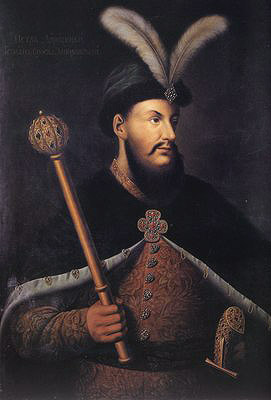
Petro Dorochenko.

- 1669 – 1676 Petro Dorochenko
- 1678 – 1681 Iouri Khmelnitski
- 1681 – 1684 Gheorghe II Duca
- 1684 – 1685 Teodor Soulymenko
- 1685 – 1685 Yakym Samtchenko
- 1685 – 1685 Iouri Khmelnitski
- 1685 – 1695 Stepan Lozynsky
- 1695 – 1698 Ivan Bahati
- 1698 – 1699 Petro Ivanenko

La majeure partie de l'Ukraine ottomane est devenue une partie du khanat de Crimée (sous protectorat de l'Empire russe) en 1774 ; à l'exception de la région d'Otchakiv, qui resta turque jusqu'en 1792.

## Sources
- Sapozhnikov, I. Zaporizhian Cossacks of the Ochakiv region and Ottoman Ukraine during the "Crimean protection" (1711–1734). History of Cossacks portal.
- Hrybovsky, V. Ottoman Ukraine. The Ukrainian Week. August 7, 2009